# Ray Middleton (Leichtathlet)
Raymond Christopher „Ray“ Middleton (* 9. August 1936 in London; † 8. Januar 2023) war ein britischer Geher.
1962 wurde er bei den Leichtathletik-Europameisterschaften im 50-km-Gehen disqualifiziert.
Bei den Olympischen Spielen 1964 in Tokio kam er im 50-km-Gehen auf den 13. Platz.
1966 gewann er für England startend bei den British Empire and Commonwealth Games in Kingston Silber im 20-Meilen-Gehen. Bei den Europameisterschaften in Budapest wurde er im 50-km-Gehen Fünfter.
1969 belegte er bei den Europameisterschaften in Athen im 50-km-Gehen erneut den fünften Platz.

## Persönliche Bestzeiten
- 20 km Gehen: 1:34:06 h, 1968
- 50 km Gehen: 4:15:52 h, 27. Mai 1972, Bremen